# Гірські луки Південного острова

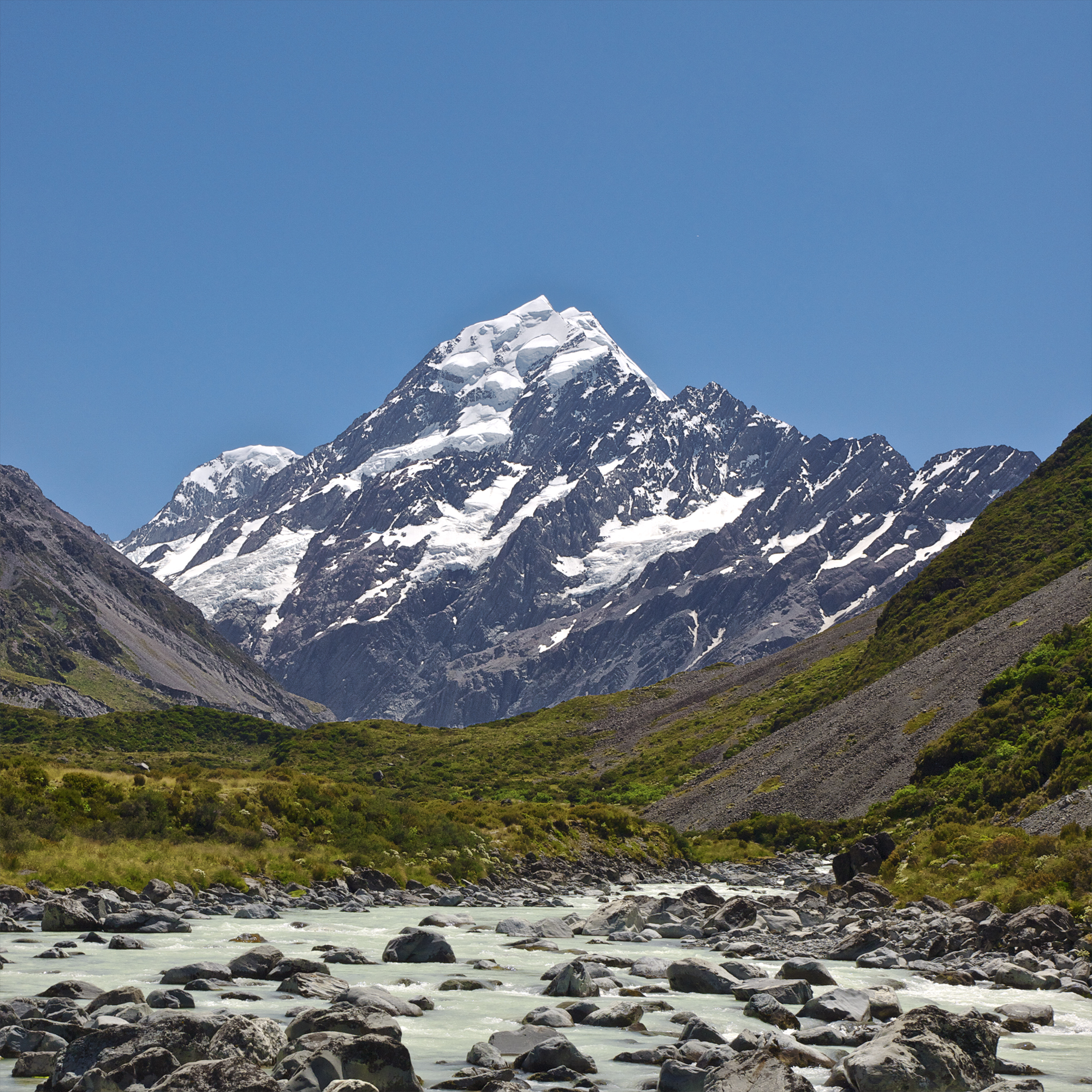
Гора Кука

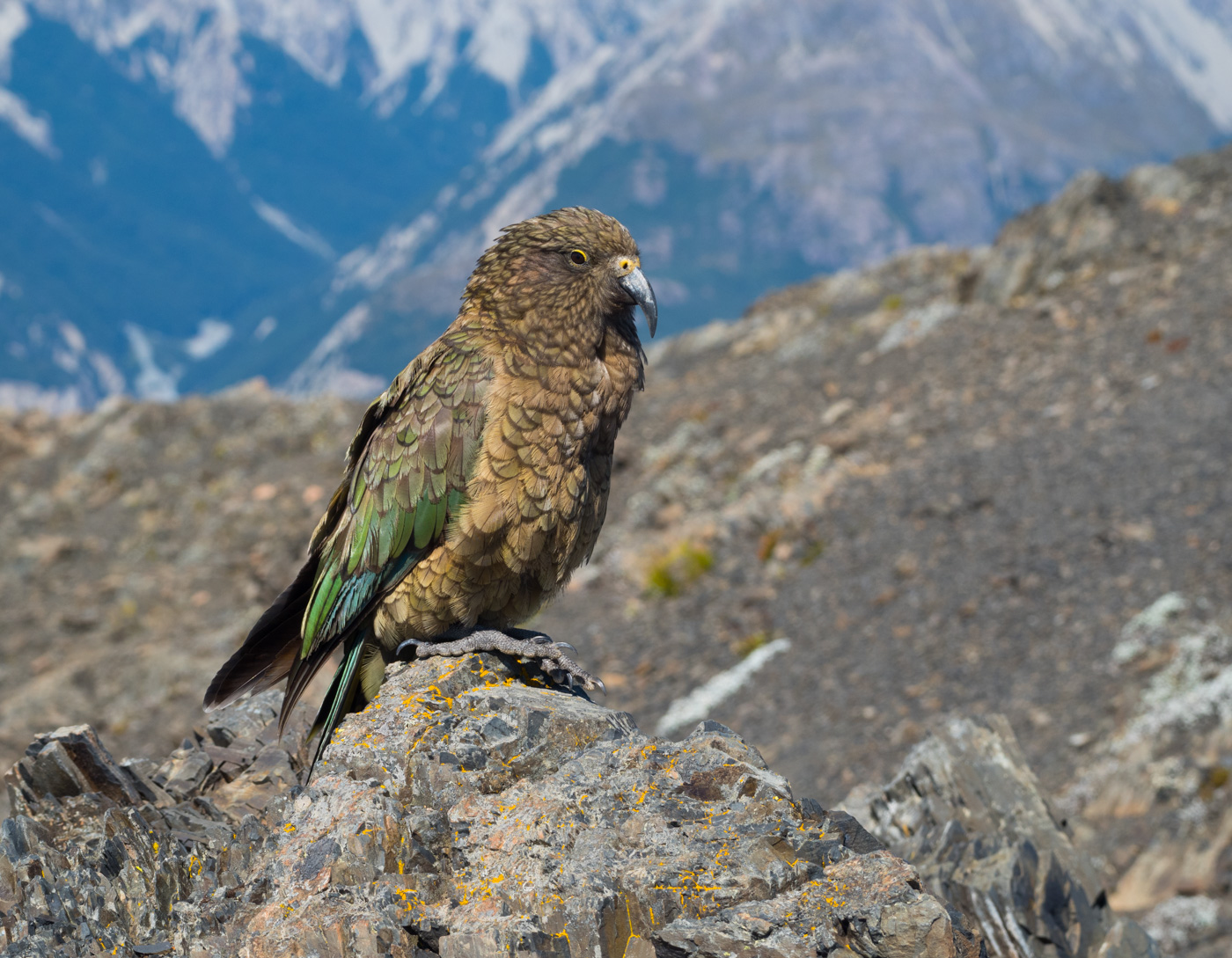
Кеа (Nestor notabilis) у високогір'ях Південних Альп

Гірські луки Південного острова (ідентифікатор WWF: AA1003) — австралазійський екорегіон гірських луків та чагарників, розташований у Новій Зеландії.

## Географія
Екорегіон гірських луків Південного острова охоплює гірську систему Південних Альп, яка простягається більш ніж на 500 км з південного заходу на північний схід через центральну частину Південного острова Нової Зеландії. Він включає вкриті льодовиками вершини, безлісі схили, високогірні долини та перевали. Територія екорегіону є здебільшого незаселеною, за винятком кількох курортних міст навколо південних озер.
Південний острів Нової Зеландії є частиною континенту Зеландія — фрагменту стародавнього суперконтиненту Гондвана. Зеландія відокремилася від Австралії 85—60 мільйонів років тому, однак була майже повністю затоплена водами Тихого океану приблизно 23 мільйони років тому. Взаємодія Індо-Австралійської та Тихоокеанської літосферних плит уздовж Альпійського трансформного розлому призвела до активного гороутворення та до підняття Південного острова.
Усі сучасні гірські масиви Нової Зеландії почали формуватися лише 5 мільйонів років тому і є досить молодими. Південні Альпи, які простягаються безпосередньо уздовж Альпійського розлому, є найвищими горами країни. Найвищою вершиною регіону та всієї Нової Зеландії є гора Кука або Аоракі заввишки 3724 м. За останні 3 мільйони років центральна частина Південних Альп навколо гори Кука була піднята приблизно на 18 000 м, і це підняття все ще триває: гора Кука щороку підіймається на 55 мм, а гори безпосередньо поблизу Альпійського розлому — на 10—20 мм. З погляду геології основу Південних Альп складають крихкі грауваки, тому швидке підняття гір частково компенсується настільки ж швидкою ерозією. Під час останнього льодовикового періоду, коли вся територія екорегіону була вкрита льодовиками, висота гір не збільшилася, незважаючи на тривале підняття, що вказує на значну природну ерозію.
У високогір'ях Південних Альп повсюду помітні залишки діяльності льодовиків: трогові долини з майже вертикальними схилами, підвішені долини, цирки і кари. Подекуди, зокрема в районі Гори Кука, гірські льодовики все ще спускаються з льодовикових полів вниз у долини. Льодовик Тасмана, що простягається на 29 км вниз до озера Пукакі, є найдовшим льодовиком Нової Зеландії та одним з найдовших льодовиків Південної півкулі. Уздовж східного краю екорегіону простягається низка великих льодовикових озер, від озера Колрилдж на півночі до озера Вакатіпу на півдні.
На півночі, заході та півдні Південного острова гірські луки регіону переходять у помірні ліси, які є частиною екорегіонів помірних лісів Річмонду, помірних лісів узбережжя Нельсона, помірних лісів Вестленду, помірних лісів Фіордленду та помірних лісів Саутленду, а на посушливому сході острова, який лежить у дощовій тіні Південних Альп, — у купинні луки Кентербері та Отаго.

## Клімат
На низьких висотах екорегіону переважає субполярний океанічний клімат (Cfc за класифікацією кліматів Кеппена) або помірний морський клімат (Cfb за класифікацією Кеппена), а на великих висотах — субарктичний клімат (Dfc за класифікацією Кеппена) або тундровий клімат (ET за класифікацією Кеппена). З Тасманового моря на заході до Південних Альп дмуть західні вітри, які приносять теплі й вологі повітряні маси. Підіймаючись вверх по схилах, вони охолоджуються та формують орографічні опади, які випадають переважно на західних схилах гір, тоді як східні схили лежать у дощовій тіні. Поблизу Головного вододілу середньорічна кількість опадів може досягати 15 000 мм, а лише за 30 км на схід від нього — близько 1000 мм. Велика кількість опадів сприяє зростанню льодовиків вище снігової лінії.

## Флора
Нижче верхньої межі лісу на стрімких схилах Південних Альп ростуть букові ліси, у яких домінують гірські буки (Nothofagus cliffortioides). На нижніх схилах гір та у альпійських долинах на висоті до 1200 м над рівнем моря в лісах переважають сріблясті буки (Nothofagus menziesii) та червоні буки (Nothofagus fusca). Ближче до Головного вододілу в підліску росте більше мезофільних видів, а на західних схилах Південних Альп — ділянки мішаних буково-подокарпових лісів, у яких переважають різні види нотофагусів або південних буків (Nothofagus spp.) та різні голонасінні дерева з родини подокарпових (Podocarpaceae), та ділянки мішаних ратово-подокарпових лісів, у яких переважають південні рата (Metrosideros umbellata). Верхня межа лісу у Півдженних Альпах здебільшого різка, однак у Вестленді, де букові ліси відсутні, поблизу верхньої межі лісу переважають густі, майже непрохідні чагарникові зарості гірських змієлистників (Dracophyllum traversii), які поступово змінюються купинними луками.
На більшій частині екорегіону переважають купинні луки, на яких домінують довгоживучі, повільно зростаючі снігові купинники (Chionochloa spp.). У більш вологих районах на заході регіону, де переважають молоді, добре дреновані ґрунти, поширені широколисті снігові купинники (Chionochloa flavescens) та бліді снігові купинники (Chionochloa pallens), тоді як на східних схилах Південних Альп частіше зустрічаються вузьколисті снігові купинники (Chionochloa rigida). Зі збільшенням висоти над рівнем моря на луках починають переважати закручені купинники (Chionochloa crassiuscula). Окрім снігових купинників, на високогірних луках регіону зустрічається низка інших трав'янистих рослин, найпомітнішими з яких є різні види жовтців (Ranunculus spp.), зокрема новозеландські гірські жовтці (Ranunculus lyallii) та різні види спис-трави (Aciphylla spp.).
У високогір'ях Південних Альп, для яких характерні низькі температури, періодичні сильні морози та сильні вітри, де сильно світить сонце і часом випадає глибокий сніг, однак постійний сніговий покрив відсутній, поширена високогірна тундра, відома як феллфілд. Сильна ерозія, часті лавини та сильні вітри унеможливлюють розвиток глибоких ґрунтів, особливо на стрімких схилах. Однак у захищених місцевостях зустрічаються деякі невеликі спеціалізовані рослини, зокрема розпростерті чагарникові вероніки або геби (Veronica sect. Hebe), невисокі трави з крихітними квітами та невеликі подушкоподібні. Також у феллфілді зустрічається кілька більших рослин, зокрема жовтці Грема (Ranunculus grahamii), які ростуть лише в районі гори Кука, на висоті до 2800 м над рівнем моря. Зафіксовано, що два види рослин — вероніки Хааста (Veronica haastii) та вероніки Бірлі (Veronica birleyi), ростуть на висоті до 2900 м над рівнем моря.
Високогірна флора Нової Зеландії більш різноманітна, ніж флора низинних лісів. Вище верхньої межі лісу зустрічається близько 600 видів рослин, або 25 % від загальної кількості видів у країні, з яких близько 500 видів обмежені альпійською зоною. Однак дуже мало родів альпійських родин є ендеміками Нової Зеландії. Альпійські рослини, ймовірно, потрапили до країни різними шляхами. Деякі неальпійські рослини змогли швидко адаптуватися та заповнити нові альпійські та субальпійські екологічні ніші в міру розвитку самих Південних Альп. Найбільш успішними були такі види чагарників, як чагарникові вероніки (Veronica sect. Hebe), змієлистники (Dracophyllum spp.) та копросми (Coprosma spp.). Невелика кількість видів, таких як снігова тотара (Podocarpus nivalis), могла розвинутися із залишків популяцій ендемічних холодостійких рослин. Інші роди, ймовірно, досягли Нової Зеландії шляхом розсіювання на великі відстані після формування гір. Деякі з цих родів, зокрема журавці (Geranium spp.), представлені на Новій Зеландії лише декількома видами, тоді як осок (Carex spp.) у високогір'ях Південних Альп налічується десятки видів.

## Фауна
Фауна екорегіону також включає низку видів, пристосованих до високогірних умов. Серед птахів, поширених на гірських луках Південних Альп, слід відзначити ендемічного скельного гонця (Xenicus gilviventris) та єдиного у світі альпійського папугу кеа (Nestor notabilis). Обидва види походять від предків, поширених на рівнинах. Скельні гонці (Xenicus gilviventris) зустрічаються на великих висотах протягом всього року, навіть коли там випадає сніг, тоді як кеа (Nestor notabilis) гніздяться у лісах на низьких висотах і шукають їжу вище верхньої межі лісу. Низка рідкісних видів птахів, зокрема майже ендемічні сірі ківі (Apteryx haastii) та білоголові нестори (Nestor meridionalis), зустрічається у гірських букових та буково-подокарпових лісах в долинах та на перевалах. Раніше у субальпійських високогір'ях Південних Альп зустрічалися південні моа (Megalapteryx didinus) — найменші моа, які виростали не більше одного метра заввишки. Ці птахи вимерли до 1500 року внаслідок полювання з боку полінезійців, які колонізували Нову Зеландію у XIII столітті.
В екорегіоні також зустрічається багато різноманітних комах, деякі з яких пристосовані до екстремальних високогірних умов. Багато з них помітно більші за споріднені види або інших представників свого виду, які зустрічаються на менших висотах. Наприклад, у Південних Альпах живе 13 видів альпійських коників з роду Sigaus, розміри яких зростають у прямій залежності від висоти, на якій вони мешкають. Інші види, як-от кажанокрила муха (Exsul singularis), мають темне забарвлення, яке допомагає їм отримувати більше сонячного тепла. Деякі нелітаючі цвіркуни вета, ендемічні для Нової Зеландії, також зустрічаються у альпійській зоні. Альпійські вета (Deinacrida pluvialis) поширені в Південних Альпах на висоті до 1800 м над рівнем моря, а печерні вета гори Кука (Pharmacus montanus) живуть в ущелинах серед скель вище снігової лінії.
Серед місцевих комах Нової Зеландії є небагато метеликів — лише 23 види та кілька спеціалізованих запилювачів. Натомість запилення тут здійснюється мухами, молями, жуками та бджолами, яких приваблюють переважно білі та жовті квіти. Це може пояснити відсутність яскравих кольорів (особливо червоного, синього та фіолетового) у альпійських квітів регіону.

## Збереження
Більша частина екорегіону є відносно незайманою та перебуває під охороною. Альпійські та субальпійські високогір'я є одним з найкраще збережених типів природних середовищ Нової Зеландії. У минулому поширення інтродукованих видів тварин, таких як благородні олені (Cervus elaphus), звичайні козиці (Rupicapra rupicapra) та гімалайські тари (Hemitragus jemlahicus), призвело до порушення регенерації альпійських купинних луків та субальпійських лісів і чагарників, однак полювання призвело до масового скорочення їх популяцій, особливо у відкритих районах. Тим не менш, поширення інтродукованих видів хижаків, зокрема здичавілих котів (Felis catus), сірих пацюків (Rattus norvegicus), чорних пацюків (Rattus rattus) та горностаїв (Mustela erminea), продовжує становити загрозу для місцевих видів.
Оцінка 2017 року показала, що 2035 км², або 5 % екорегіону, є заповідними територіями. Природоохоронні території включають: Національний парк Аоракі, Національний парк Нельсон-Лейкс, Національний парк Вестленд-Таї-Поутіні, Національний парк Маунт-Аспайрінг, Національний парк перевалу Артура, Заповідний парк гір Ейр та Лісовий парк Крейгіберн.